# فومینوری کوماتسو
فومینوری کوماتسو (انگلیسی: Fuminori Komatsu؛ زادهٔ ۲۳ ژوئیهٔ ۱۹۷۸) صداپیشه، و بازیگر اهل ژاپن است.